# Кшивинь (гмина)
Кши́винь (пол. Krzywiń) — гмина (волость) в Польше, входит как административная единица в Косьцянский повет, Великопольское воеводство. Население — 9934 человека (на 2008 год).

## Сельские округа
1. Белево
2. Бежынь
3. Цихово
4. Червона-Весь
5. Герлахово
6. Ерка
7. Юрково
8. Копашево
9. Любинь
10. Лагово
11. Лушково
12. Мосцишки
13. Новы-Двур
14. Ромбинь
15. Рогачево-Мале
16. Рогачево-Вельке
17. Свинец
18. Теклимысль
19. Вешково
20. Збенхы
21. Збенхы-Поле
22. Зглинец
23. Желязно

## Прочие поселения
1. Божа-Воля
2. Юрково-Хубы
3. Кушково
4. Полесе
5. Ромбинек
6. Стары-Дембец
7. Шурково
8. Вымыслово

## Соседние гмины
1. Гмина Чемпинь
2. Гмина Дольск
3. Гмина Гостынь
4. Гмина Косьцян
5. Гмина Кшеменево
6. Гмина Осечна
7. Гмина Смигель
8. Гмина Сьрем